# تونی برانکا
آنتونیو برانکا (فرانسوی: Antonio Branca‎؛ زادهٔ ۱۵ سپتامبر ۱۹۱۶ در سیون، وله، درگذشتهٔ ۱۰ مهٔ ۱۹۸۵ در سیر، وله) رانندهٔ مسابقات اتومبیل‌رانی فرمول یک اهل سوئیس بود که از فصل ۱۹۵۰ تا ۱۹۵۳ در مجموع در سه گراند پری شرکت کرد، اما موفق به کسب هیچ امتیازی نشد.
برانکا در ۱۰ مهٔ ۱۹۸۵ در سیر، وله درگذشت.